# Ludwig Donath
Ludwig Donath (* 6. März 1900 in Wien; † 26. September 1967 in New York City) war ein österreichischer Schauspieler.

## Leben
Ludwig Donath begann seine Bühnenlaufbahn 1919 am Deutschen Volkstheater in Wien. Ein Jahr später wechselte er an die Münchner Kammerspiele, weitere Bühnenstationen waren das Württembergische Landestheater Stuttgart und verschiedene Berliner Theater.
Nach der Machtergreifung der Nationalsozialisten 1933 floh er in die Tschechoslowakei und spielte zeitweilig am Stadttheater von Mährisch-Ostrau. Zuletzt war er in der Saison 1937/38 am Theater an der Wien engagiert.
Nach der Annexion Österreichs 1938 ging er in die Schweiz und wirkte dort in dem Film Füsilier Wipf unter der Regie von Leopold Lindtberg mit. 1940 emigrierte er in die USA. Dort begann er als Theaterschauspieler, ab 1942 erhielt er Filmrollen.
Während des Krieges stellte er in antideutschen Propagandafilmen meist Nazis dar, er verkörperte in The Strange Death of Adolf Hitler sogar Adolf Hitler persönlich. Nach Kriegsende bekam er sympathischere Rollen, darunter in Der Jazzsänger als Vater des von Larry Parks gespielten Titelhelden.
Während der McCarthy-Ära wurde er kommunistenfreundlicher Aktivitäten beschuldigt, sodass er ab 1953 keine Filmangebote mehr erhielt. Donath kehrte nun zur Bühne zurück und spielte am Broadway in den Stücken The Dybbuk (1954), Abie’s Irish Rose (1954), Die Möwe (1956), Only in America (1959), The Deadly Game (1960) und She Loves Me (1963). Am New Yorker Deutschen Theater wirkte er 1955 in Der Biberpelz mit. Darüber hinaus wirkte er in den 50er und 60er Jahren in diversen Fernsehserien mit.
Erst Alfred Hitchcock gab ihm in seinem Thriller Der zerrissene Vorhang wieder eine bedeutende Filmrolle. Donath, der zuvor in einigen Fernsehproduktionen vor die Kamera zurückgekehrt war, spielte den genialen, aber arglosen DDR-Wissenschaftler Professor Lindt, dem ein amerikanischer Kollege, dargestellt von Paul Newman, eine wichtige Formel entlockt.
Donath starb an Leukämie.

## Filmografie
- 1921: Theodor Herzl, der Bannerträger des jüdischen Volkes
- 1932: Mädchen zum Heiraten
- 1938: Füsilier Wipf
- 1942: Enemy Agents Meet Ellery Queen
- 1942: The Falcon’s Brother
- 1942: Lady from Chungking
- 1942: Reunion in France
- 1942: The Secret Code
- 1943: Margin for Error
- 1943: The Moon Is Down
- 1943: Auch Henker sterben (Hangmen Also Die!)
- 1943: Tonight We Raid Calais
- 1943: Gefährliche Flitterwochen (Above Suspicion)
- 1943: Dies ist mein Land (This Land Is Mine)
- 1943: Hostages
- 1943: The Strange Death of Adolf Hitler
- 1943: Gangway for Tomorrow
- 1944: Tampico
- 1944: The Hitler Gang
- 1944: Dr. Wassells Flucht aus Java (The Story of Dr. Wassell)
- 1944: Das siebte Kreuz (The Seventh Cross)
- 1944: The Master Race
- 1945: Counter-Attack
- 1946: The Devil’s Mask
- 1946: Gilda
- 1946: Der Jazzsänger (The Jolson Story)
- 1946: Gehaßt, gejagt, gefürchtet (Renegades)
- 1946: Flucht von der Teufelsinsel (The Return of Monte Cristo)
- 1946: Blondie Knows Best
- 1948: Sealed Verdict
- 1948: Opium (To the Ends of the Earth)
- 1949: Auf Leben und Tod (The Fighting O'Flynn)
- 1949: Jolson Sings Again
- 1949: Der Spieler (The Great Sinner)
- 1949: The Lovable Cheat
- 1950: The Killer That Stalked New York
- 1950: Mystery Submarine
- 1951: Der große Caruso (The Great Caruso)
- 1951: Sirocco – Zwischen Kairo und Damaskus (Sirocco)
- 1951: Journey Into Light
- 1952: My Pal Gus
- 1952: Space Patrol (Fernsehserie, Folge 2x15)
- 1953: Der Prinz von Bagdad (The Veils of Bagdad)
- 1959–1962: Gnadenlose Stadt (Naked City, Fernsehserie, 3 Folgen, 3 Rollen)
- 1961: Give Us Barabbas!
- 1962,1963: Preston & Preston (The Defenders, Fernsehserie, 2 Folgen, 2 Rollen)
- 1963: Twilight Zone (The Twilight Zone, Fernsehserie, Folge 4x04)
- 1963: Bonanza (Fernsehserie, Folge 4x24)
- 1965: Brillanten-Razzia (Too Many Thieves)
- 1965: Geächtet (Branded, Fernsehserie, Folge 2x15)
- 1966: The Trials of O’Brien (Fernsehserie, 2 Folgen)
- 1966: Solo für O.N.C.E.L. (The Man from U.N.C.L.E., Fernsehserie, 2 Folgen)
- 1966: Auf der Flucht (The Fugitive, Fernsehserie, Folge 4x13)
- 1966: The Spy in the Green Hat
- 1966: Der zerrissene Vorhang (Torn Curtain)